# Endoxocrinus
Genre
Endoxocrinus est un genre de Crinoïdes (Echinodermes) sessiles de la famille des Balanocrinidae.

## Description

Endoxocrinus parrae

Ce sont des crinoïdes « vrais » (sessiles) : ils vivent attachés au fond par une longue tige calcaire articulée, munie à chaque nœud de cinq cirrhes articulés et terminés par une griffe. Ceux-ci permettent à ces espèces de se déplacer quand leur tige n'est plus soudée au substrat. 
On ne les trouve que dans les abysses.

## Phylogénie
Selon World Register of Marine Species (17 novembre 2014) :
- sous-genre Endoxocrinus (Diplocrinus) Döderlein, 1912
  - Endoxocrinus alternicirrus (Carpenter, 1882) -- Pacifique central et ouest
    - sous-espèce Endoxocrinus (Diplocrinus) alternicirrus alternicirrus (Carpenter, 1882) (625–1476 m)
    - sous-espèce Endoxocrinus (Diplocrinus) alternicirrus sibogae (Döderlein, 1907) (364–800 m)

  - Endoxocrinus maclearanus (Thomson, 1872) -- Atlantique tropical ouest
  - Endoxocrinus sibogae Döderlein, 1907
  - Endoxocrinus wyvillethomsoni (Jeffreys, 1870) -- Atlantique nord-est
- sous-genre Endoxocrinus (Endoxocrinus) AH Clark, 1908
  - Endoxocrinus parrae (Gervais in Guérin, 1835) -- Atlantique tropical ouest
    - sous-espèce Endoxocrinus (Endoxocrinus) parrae carolinae (AH Clark, 1934) (504–724 m)
    - sous-espèce Endoxocrinus (Endoxocrinus) parrae parrae (Gervais in Guérin, 1835) (154–518 m)
    - sous-espèce Endoxocrinus (Endoxocrinus) parrae prionodes (HL Clark, 1941) (402–832 m)

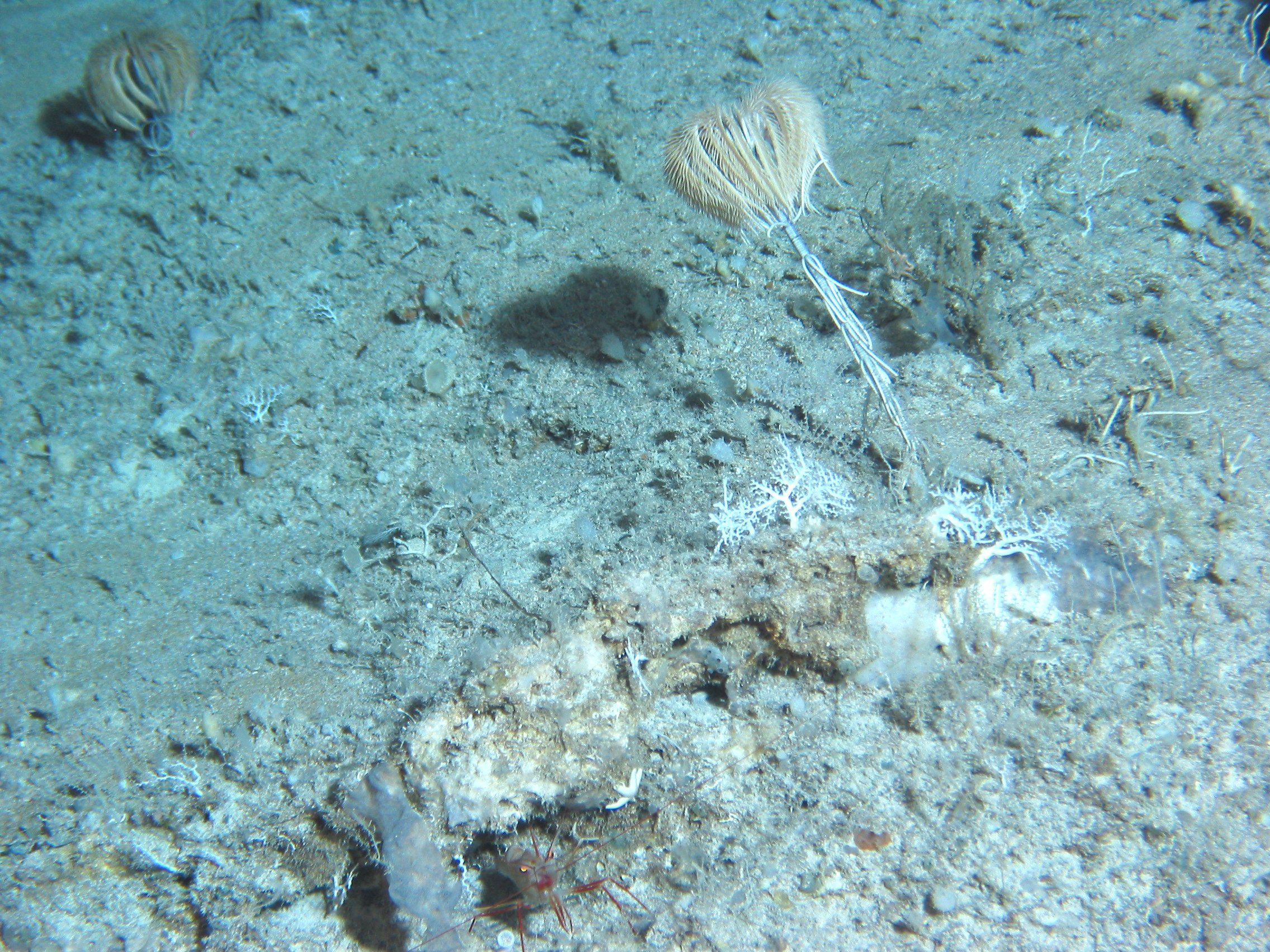
Endoxocrinus parrae dans les abysses près des Bahamas, à plusieurs milliers de mètres de profondeur.
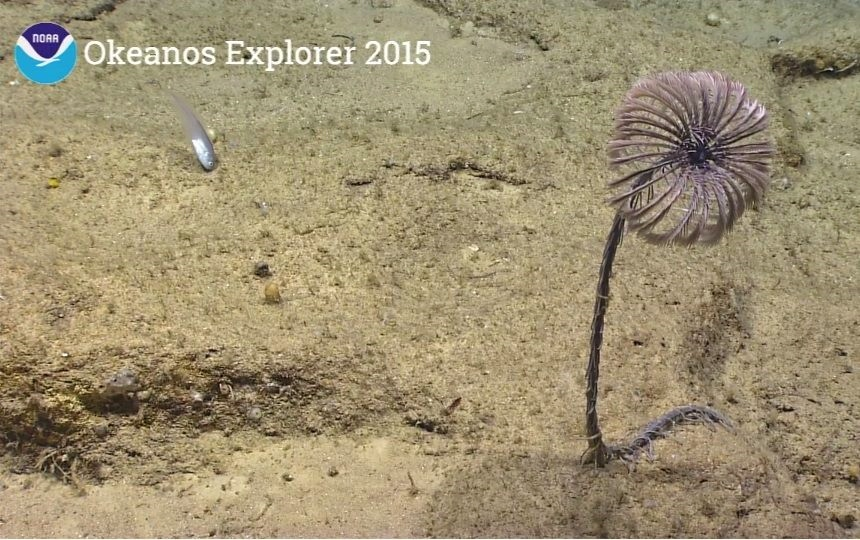
Un crinoïde du genre Endoxocrinus dans les abysses près de Porto Rico, à plusieurs milliers de mètres de profondeur. Image extraite de la mission Okeanos Explorer 2015.
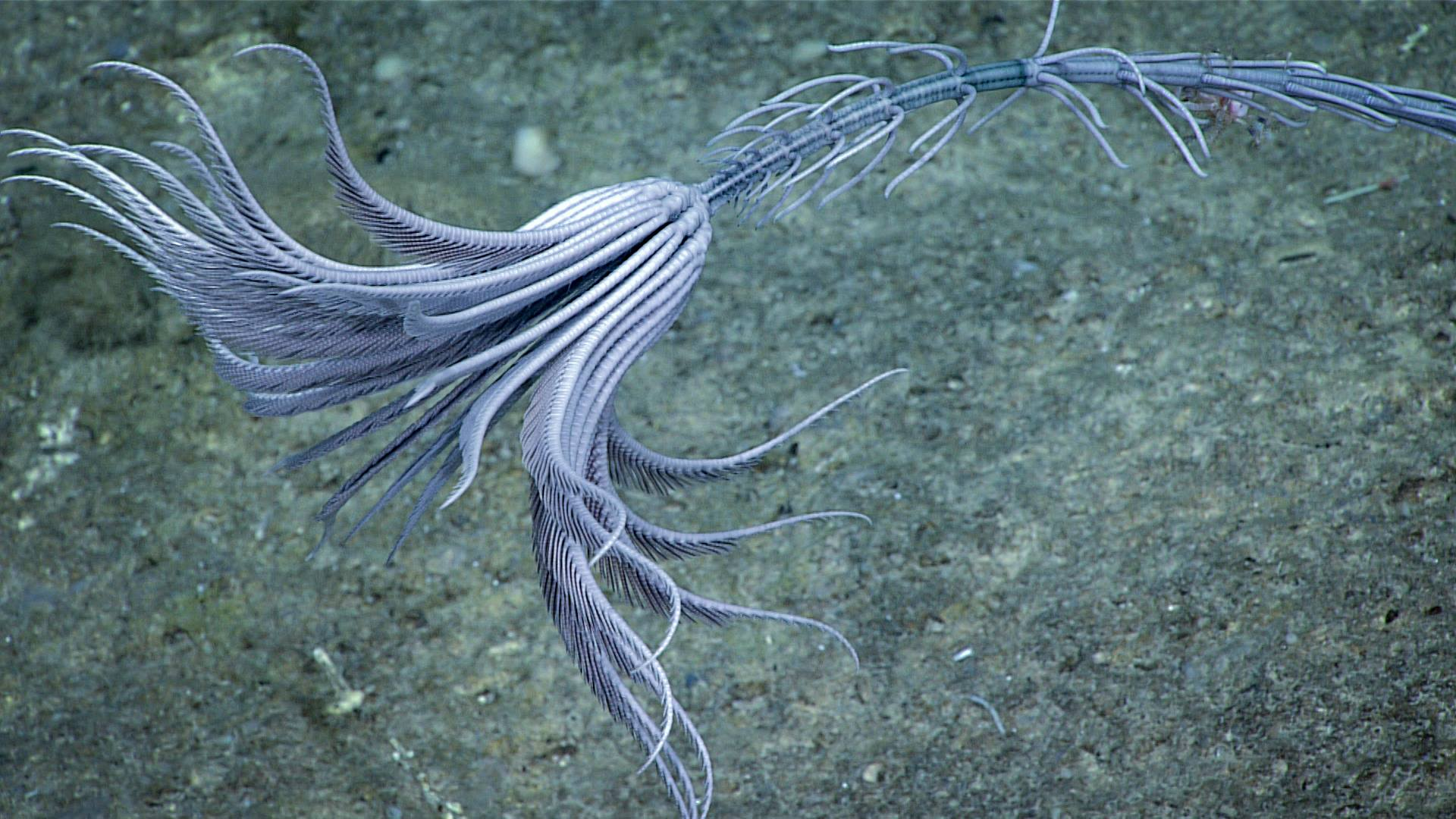
Thèque.
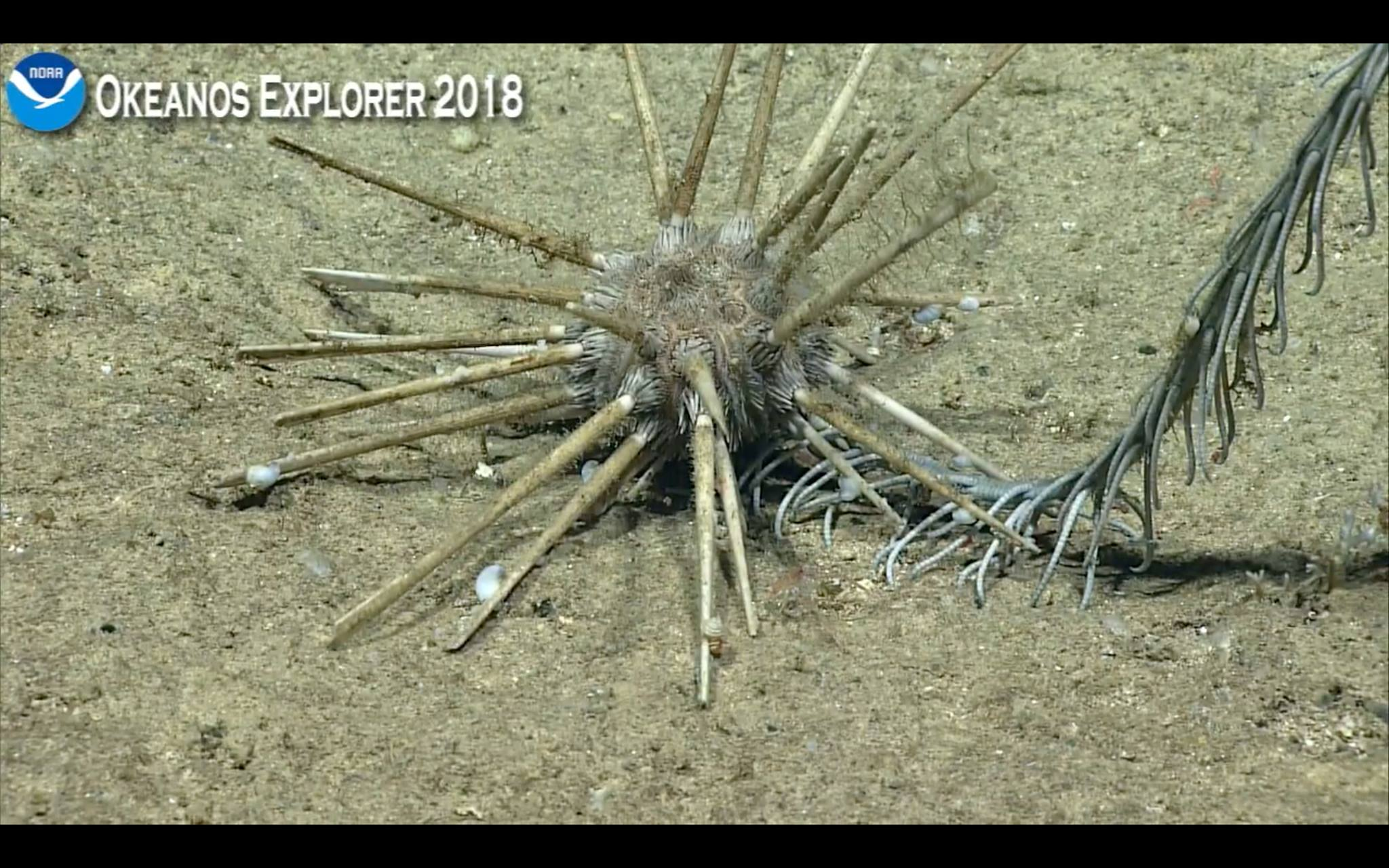
Prédation par un oursin cidaroïde.

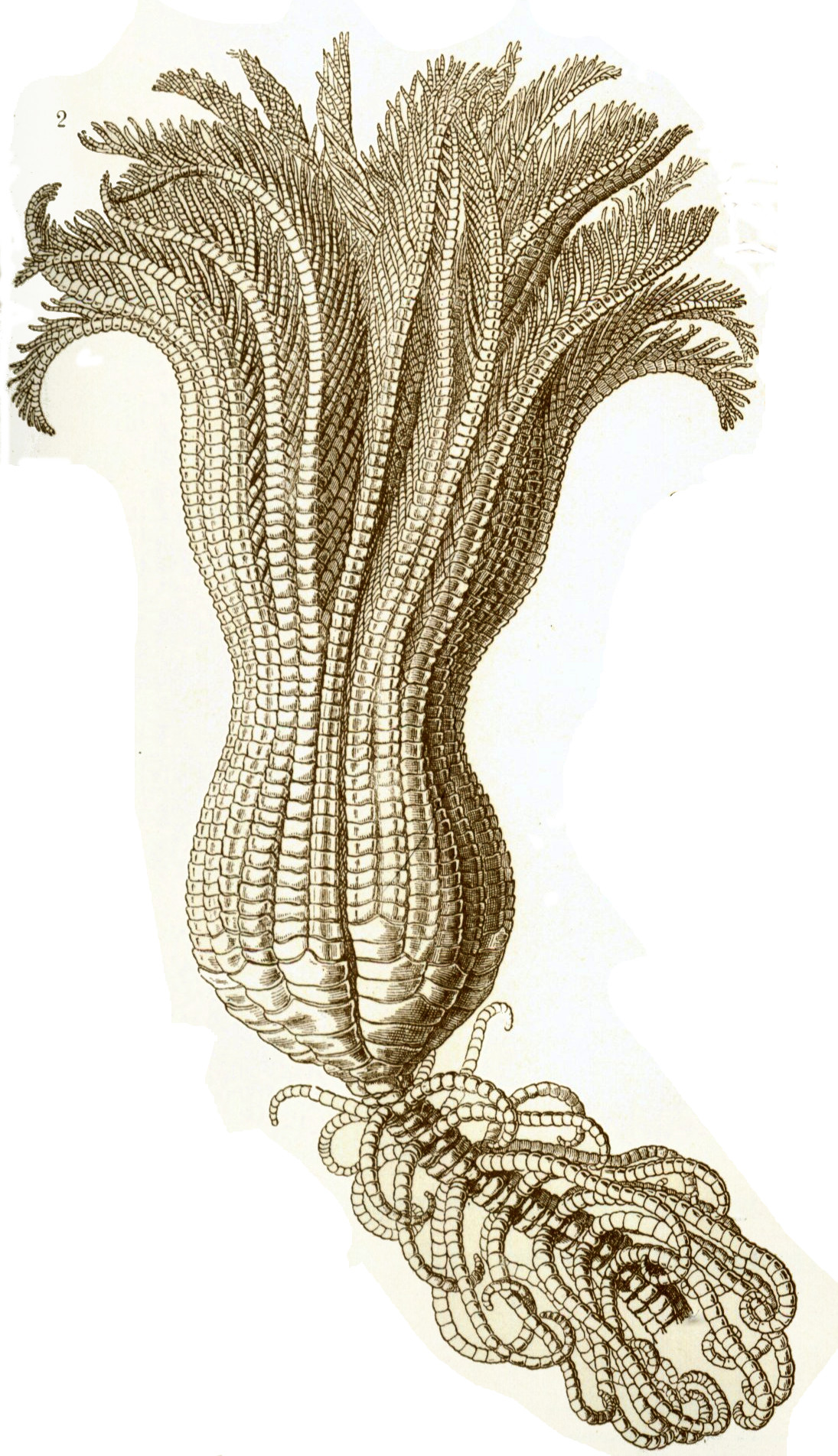
Illustration de Endoxocrinus maclearanus
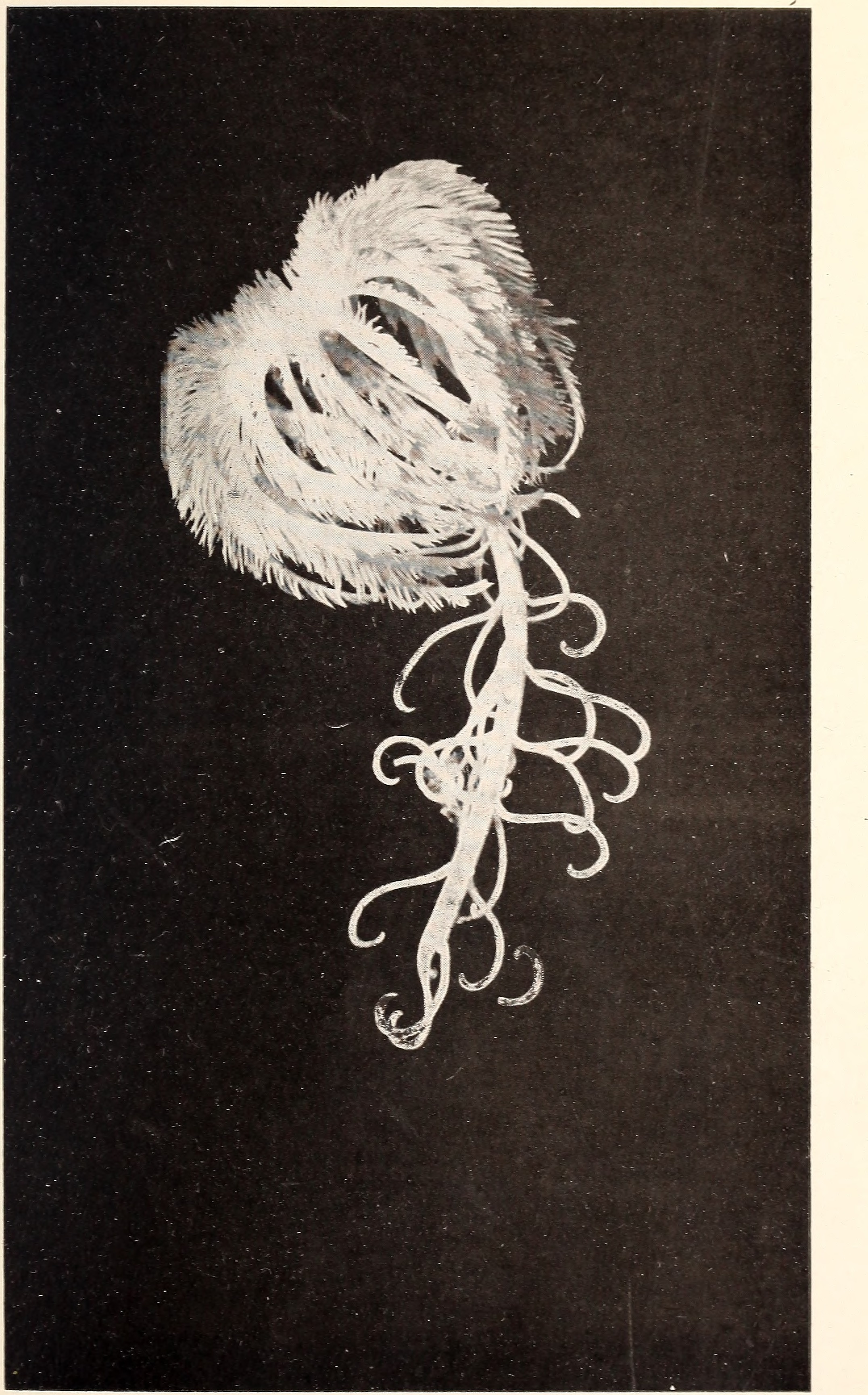
Endoxocrinus parrae
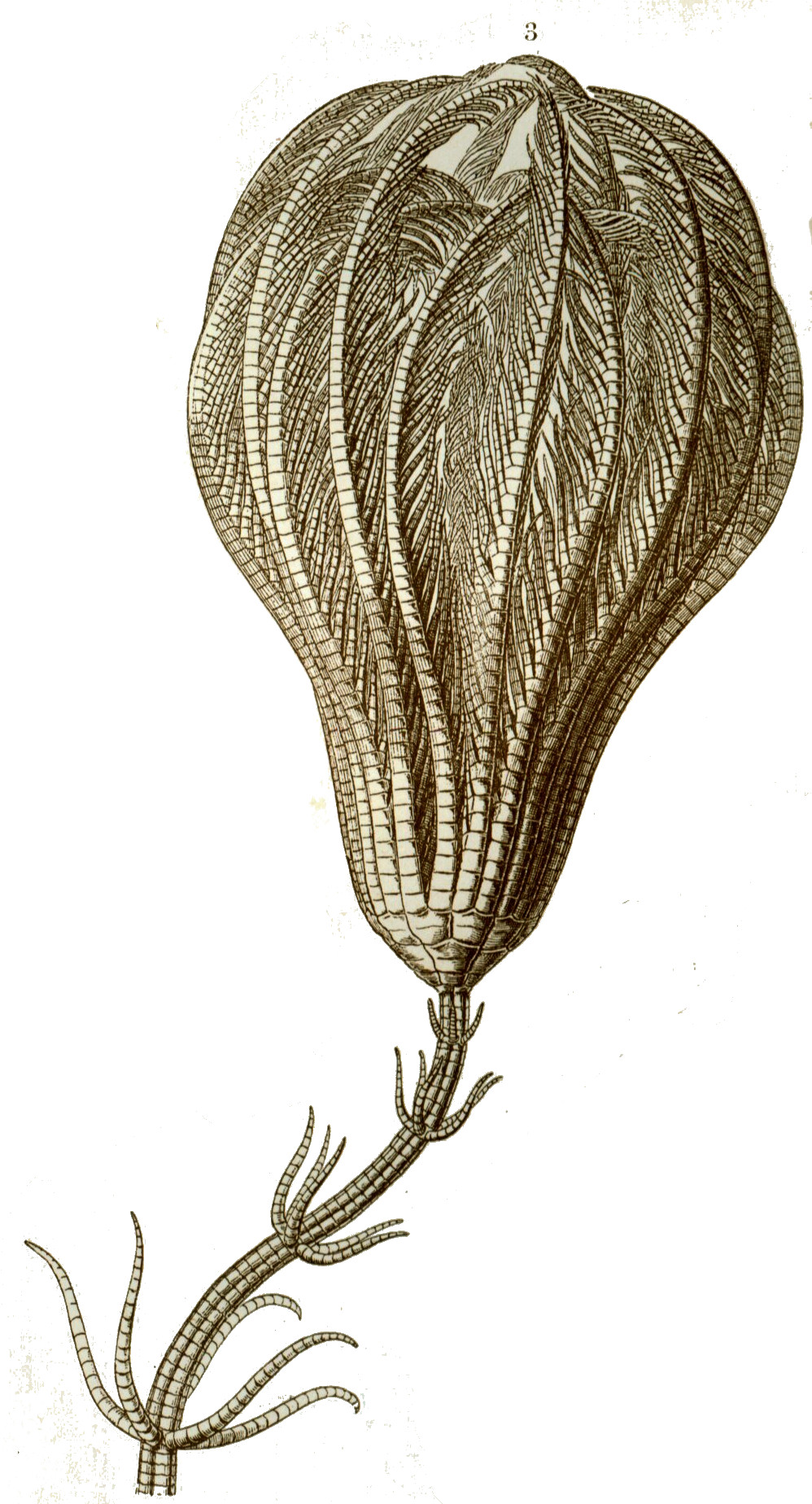
Endoxocrinus (Diplocrinus) wyvillethomsoni
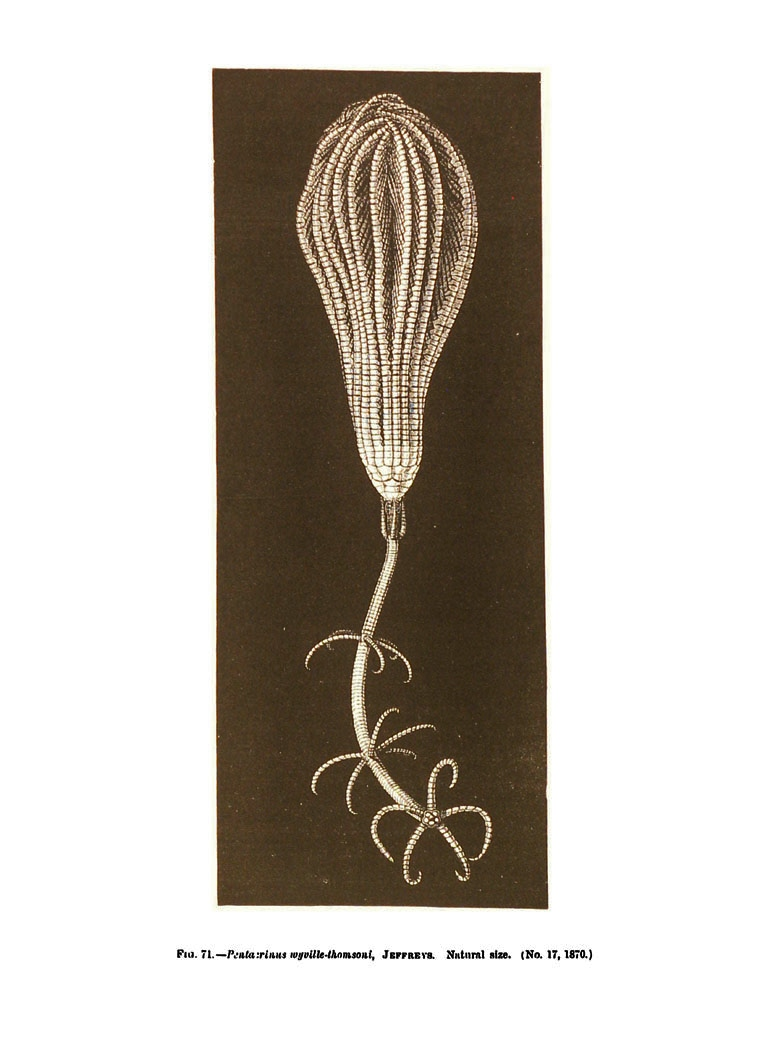
Endoxocrinus (Diplocrinus) wyvillethomsoni